# Jan Antonín Goëss
Jan Antonín hrabě Goëss (Johann Anton Graf von Goëss, Freiherr zu Karlsberg, Moosburg und Ebenthal) (6. srpna 1816, Strà – 20. května 1887, Vídeň) byl rakouský a rakousko-uherský politik, šlechtic a velkostatkář. Byl dlouholetým poslancem korutanského zemského sněmu a zemským hejtmanem v Korutansku, kde vlastnil několik panství. Byl rytířem Řádu zlatého rouna.

## Životopis

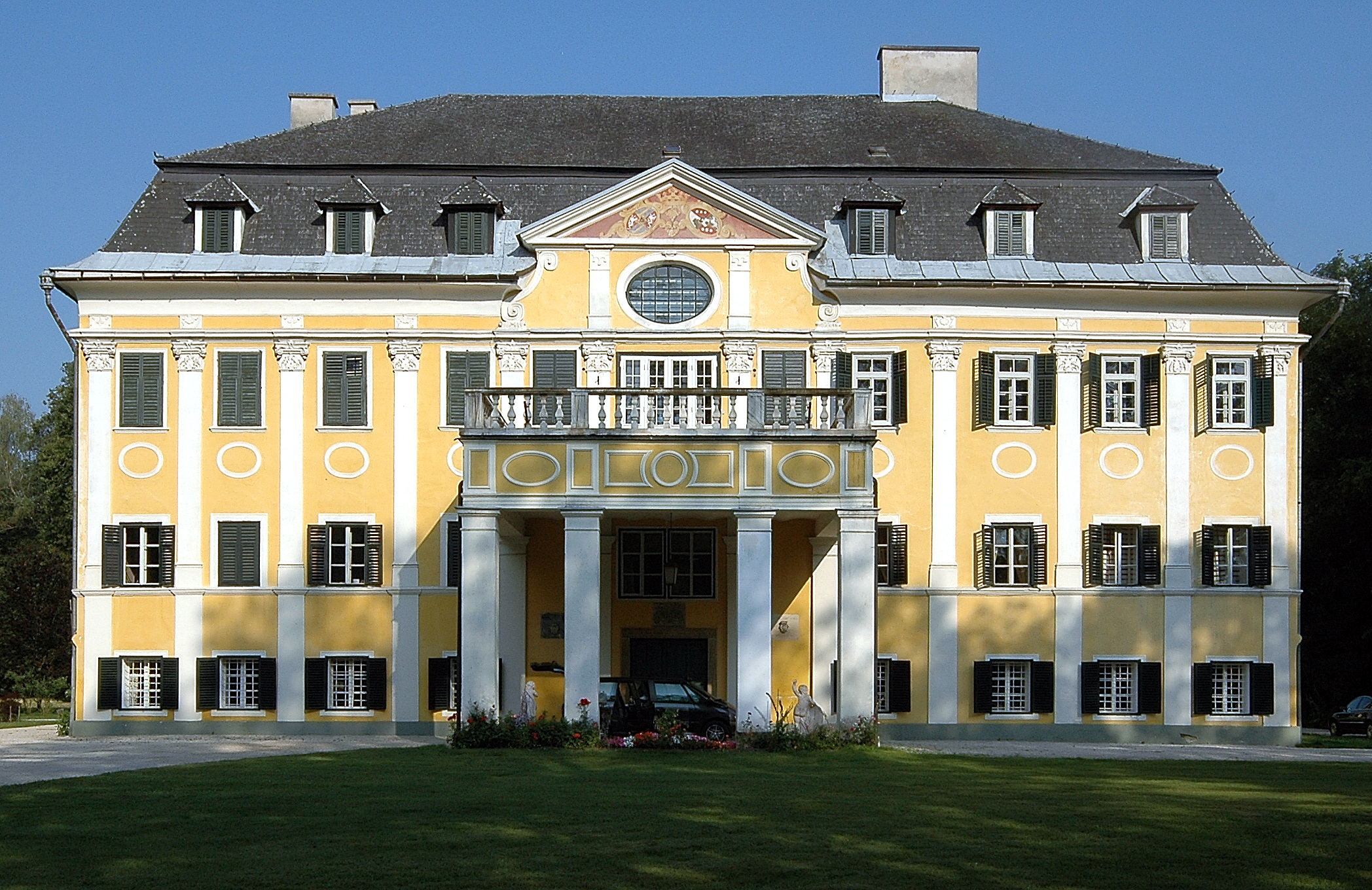
Zámek Ebenthal

Pocházel ze starého šlechtického rodu Goëssů, který měl původ ve Španělsku a od roku 1693 užíval hraběcí titul. Narodil se jako jediný syn nejvyššího dvorského maršálka hraběte Petra Goësse (1774–1846) a jeho druhé manželky Isabely, rozené hraběnky Thürheimové (1784–1855). Studoval práva na univerzitě ve Vídni, studium nedokončil a od roku 1835 sloužil v armádě. Aktivní službu opustil v roce 1846 v hodnosti majora, téhož roku po otci zdědil rodový majetek v Korutansku (Ebenthal, Karlsberg, Moosburg). V letech 1861–1884 byl poslancem korutanského zemského sněmu, v Korutanech byl také zemským hejtmanem (1861–1876) a zastával zde také další čestné funkce. Od roku 1861 byl dědičným členem rakouské panské sněmovny, z čestných hodností obdržel tituly c.k. komořího (1841) a tajného rady (1862). Byl nositelem Řádu železné koruny I. třídy (1871) a v roce 1878 získal Řád zlatého rouna.
V roce 1848 se oženil s hraběnkou Marií Terezií Wilczkovou (1823–1898), c.k. palácovou dámou a dámou Řádu hvězdového kříže. Z jejich manželství se narodilo pět dětí, z nichž tři zemřely v dětství, dospělého věku se dožila dcera Marie Josefa (*1854), která zůstala neprovdaná. Dědicem rodového majetku byl jediný syn Jan Antonín II. (1856–1891), který byl po otci také členem Panské sněmovny. Zemřel bez potomstva a primogeniturní fideikomis v Korutanech přešel na mladší rodovou větev (Leopold Goëss).